# Geert Stuyver
Geert Jan Stuyver (Gand, 14 maggio 1964) è un vescovo belga di posizione cattolico tradizionalista aderente alla tesi di Cassiciacum.

## Biografia
Geert Stuyver è stato ordinato sacerdote nel 1996 e vescovo nel 2002 dal vescovo statunitense Robert McKenna OP.
Robert McKenna fu consacrato da Michel Guérard des Lauriers, la cui linea episcopale risale al vescovo Thục.
Stuyver risiede a Dendermonde nella provincia fiamminga, celebra in una cappella locale (Cappella della Madonna del Buon Consiglio) e in altre cappelle in Belgio, in Francia e in Italia.
Egli è il vescovo dell'Istituto Mater Boni Consilii ed è un rappresentante in Europa della Tesi di Cassiciacum che amministra i sacramenti a bambini ed adulti e l'ordine sacro a sacerdoti.

## Genealogia episcopale
La genealogia episcopale è:
- Patriarca Eliya XII Denha
- Patriarca Yukhannan VIII Hormizd
- Vescovo Isaie Jesu-Yab-Jean Guriel
- Arcivescovo Yosep V Hindi
- Patriarca Yosep VI Audo
- Patriarca Eliya XIV Abulyonan
- Patriarca Yosep Emmanuel II Thoma
- Vescovo François David
- Vescovo Antonin-Fernand Drapier
- Arcivescovo Pierre Martin Ngô Đình Thục
- Vescovo Michel Guérard des Lauriers, O.P.
- Vescovo Robert McKenna, O.P.
- Vescovo Geert Stuyver